# Bryce Gheisar
Bryce Gheisar (* 22. Dezember 2004 in Plano, Texas) ist ein US-amerikanischer Schauspieler und Filmregisseur.

## Leben
Bryce Gheisar wurde 2004 in Plano im US-Bundesstaat Texas geboren. Er besuchte die Lovejoy High School. Bevor er die Schauspielerei für sich entdeckte, war er im Leistungsturnen aktiv.  
Gheisar begann seine Schauspielkarriere als Kinderdarsteller im Alter von acht Jahren. Seine erste Rolle war 2015 die des Elijah Gutnick in dem Kurzfilm The Bus Stop. Nachdem er an Cathryn Sullivans Schauspielschule in Lewisville eingeschrieben war, hatte er seinen ersten Auftritt in der Hauptrolle des jungen Ethan in dem gefeierten Film Bailey – Ein Freund fürs Leben aus dem Jahr 2017. Im selben Jahr erlangte er größere Anerkennung, als er eine der Hauptrollen, Julian, in dem Film Wunder spielte, neben Jacob Tremblay, Millie Davis und Julia Roberts. Von 2020 bis 2021 spielte Gheisar Elliot Combes in der Nickelodeon-Fernsehserie Die Astronauten. Sein Regiedebüt gab Gheisar 2024 im Kurzfilm The Noise.

## Filmografie
- 2015: Perennials Fabrics: Kidding Around
- 2015: The Bus Stop
- 2017: Bailey – Ein Freund fürs Leben
- 2017: Into the Who Knows!
- 2017: Disney Channel Stars: DuckTales theme Song
- 2017: Wunder
- 2018: 15:17 to Paris
- 2016–2018: Schreck-Attack
- 2019: 9-1-1
- 2020: Group Chat
- 2020–2021: Die Astronauten
- 2021: Are You Afraid of the Dark?
- 2022: James the Second
- 2023: White Bird